# 安東尼·唐斯
安東尼·唐斯（英語： 1930年11月20日—2021年10月2日）是美國經濟學家，專攻公共政策和公共行政。 他的研究重點包括政治選擇理論、不動產租金價格管控、經濟適用房和交通經濟學。 他撰寫了多部著作，包括《民主的经济理论》（英語：An Economic Theory of Democracy，1957年）和《官僚內部》（英語：Inside Bureaucracy，1967年），這些著作對政治經濟學的公共選擇學派產生了重大影響。 在其論著Downs's Law of Peak-Hour Traffic Congestion（1962年）中，他準確地預測，擴大高速公路並不能減少交通擁堵，因為需求也會增加，而降低速度會增加通行能力。

## 生平
他曾任華盛頓布魯金斯學會高級研究員、芝加哥大學教員和加州公共政策研究所（英語：Public Policy Institute of California）客座研究員。 他也是美國國家公共行政學院（英語：National Academy of Public Administration）的當選院士。